# Strukturkonservatism
Strukturkonservatism (eller status quo-konservatism) är ett sätt att beteckna åsikten att det som är just nu inte ska förändras, att status quo ska bevaras. En typisk strukturkonservativ uppfattning är "vi vet vad vi har men inte vad vi får".
Status quo-konservatism ska inte sammanblandas med den ideologiska/politiska konservatism som har sin grund i Edmund Burkes skrifter.